# امرولی
امرولی (به انگلیسی: Amroli) یک منطقهٔ مسکونی در هند است که در گجرات واقع شده‌است.

## خصوصیات
امرولی ۱۵٫۱۵ کیلومترمربع مساحت و ۳۲٬۴۵۶ نفر جمعیت دارد و ۱۳ متر بالاتر از سطح دریا واقع شده‌است.